# Sanguinograptis albardana
Sanguinograptis albardana är en fjärilsart som beskrevs av Pieter Cornelius Tobias Snellen 1872. Sanguinograptis albardana ingår i släktet Sanguinograptis och familjen vecklare. Inga underarter finns listade i Catalogue of Life.